# Ron Weiner
Ron Weiner (pronunciado como "winer") é um escritor de televisão norte-americano. Ele tem escrito para vários shows, incluindo 30 Rock, NewsRadio, Futurama, Arrested Development, Father of the Pride, e Help Me, Help You.
Durante o seu trabalho a escrever Futurama, Ron notou no comentário de áudio de "Spanish Fry" que ele tentou fazer com que Bender dançasse em cada episódio ele escreve.
Ele trabalhou como escritor na série de comédia da NBC, 30 Rock. Ele foi nomeado para o Writers Guild of America Award de Melhor Série de Comédia na cerimónia de Fevereiro de 2009 por seu trabalho na terceira temporada.